# SpongeBob SquarePants: Battle for Bikini Bottom - Rehydrated
SpongeBob SquarePants: Battle for Bikini Bottom Rehydrated é um jogo eletrônico de plataforma desenvolvido pela Purple Lamp Studios e publicado pela THQ Nordic. Baseado na série de animação americana SpongeBob SquarePants, da Nickelodeon, o jogo é um remake das versões para console de SpongeBob SquarePants: Battle for Bikini Bottom (2003), da Heavy Iron Studios. Foi lançado em 23 de junho de 2020 para Microsoft Windows, Nintendo Switch, PlayStation 4 e Xbox One.

## Jogabilidade
Rehydrated inclui recursos adicionais, como o modo multijogador, uma trilha sonora remasterizada e adicionará conteúdo anteriormente cortado do jogo original, como Robo-Squidward e Patrick's Dream. O jogo foi criado na Unreal Engine 4 e suporta resolução 4K no PlayStation 4 Pro e Xbox One X.

## Desenvolvimento e lançamento
O jogo foi revelado pela primeira vez em 5 de junho de 2019 nos dias que antecederam a E3 2019. O jogo, no entanto, não era jogável até a Gamescom, que começou em 20 de agosto daquele ano, onde os visitantes podiam colocar as mãos no estande da THQ Nordic. Em 16 de abril de 2020, foi anunciado que o jogo seria lançado em 23 de junho de 2020.
O jogo esteve disponível em duas edições limitadas em todas as plataformas. A Shiny Edition inclui adesivos de parede, seis litografias, meias especiais de tênis Bob Esponja e uma estatueta de Bob Esponja com uma língua flexível com uma espátula dourada na mão. Além disso, a FUN Edition vem com figuras do mesmo tamanho de Sandy Bochechas e Patrick Estrela.